# 都市対抗野球大会 (宮崎県勢)
本項は、都市対抗野球大会における宮崎県勢の戦績についてまとめたものである。

## 概略
- 宮崎県は一貫して九州地区（一時期は南九州地区）に属している。
- 第90回大会において宮崎梅田学園が宮崎県勢初の出場を果たした。

## 通算成績
（第94回大会まで。中止となった第15回大会を除く）
- 延べ出場回数　2回
- 優勝回数　なし
- 準優勝回数　なし
- 通算勝敗　0勝2敗 勝率.000

## 出場チームの戦績
| 年     | 回     | 都市・チーム         | 成績      | 試合結果 | 試合結果                          |
| ------ | ------ | -------------------- | --------- | -------- | --------------------------------- |
| 2019年 | 第90回 | 宮崎市・宮崎梅田学園 | 1回戦敗退 | 1回戦    | ● 3－4 シティライト岡山（岡山市） |
| 2022年 | 第93回 | 宮崎市・宮崎梅田学園 | 1回戦敗退 | 1回戦    | ● 0－7 日本通運（さいたま市）     |

## 他県勢との対戦成績
| 都道府県 | 試合 | 勝 | 敗 | 分 |
| -------- | ---- | -- | -- | -- |
| 埼玉県   | 1    | 0  | 1  | 0  |
| 岡山県   | 1    | 0  | 1  | 0  |

## 都市別の他都市との対戦成績
（都市名は、最後に対戦した時点での名称を記す。）
| - 宮崎市 \| 都市 \| 試合 \| 勝 \| 敗 \| 分 \| \| ---------- \| ---- \| -- \| -- \| -- \| \| さいたま市 \| 1 \| 0 \| 1 \| 0 \| \| 岡山市 \| 1 \| 0 \| 1 \| 0 \| |      |    |    |    |
| 都市 | 試合 | 勝 | 敗 | 分 |
| さいたま市 | 1    | 0  | 1  | 0  |
| 岡山市 | 1    | 0  | 1  | 0  |